# Пыхмарево (Сокольский район)
Пыхмарево — деревня в Сокольском районе Вологодской области.
Входит в состав Двиницкого сельского поселения, с точки зрения административно-территориального деления — в Двиницкий сельсовет.
Расстояние по автодороге до районного центра Сокола — 36,5 км, до центра муниципального образования Чекшина — 1,5 км. Ближайшие населённые пункты — Вязовое, Чекшино, Глебово.
По переписи 2002 года население — 12 человек.